# 15528 Martinsmedina
15528 Martinsmedina è un asteroide della fascia principale. Scoperto nel 2000, presenta un'orbita caratterizzata da un semiasse maggiore pari a 2,198288 UA e da un'eccentricità di 0,192682, inclinata di 4,318678° rispetto all'eclittica.